# Улошпань
Улошпань — село в Нерехтском районе Костромской области. Входит в состав Ёмсненского сельского поселения.

## География
Находится в юго-западной части Костромской области на расстоянии приблизительно 9 км на юг-юго-восток по прямой от районного центра города Нерехта.

## История
Упоминается с 1795 года как село, где была построена каменная Благовещенская церковь (ныне не действует). Однако известно, что ранее оно принадлежало помещикам Троекуровым, служившим при царском дворе со времен царевны Софьи. В 1872 году было учтено 49 дворов, в 1907 году отмечено было 58 дворов.

## Население
Постоянное население составляло 307 человек (1872 год), 307 (1897), 302 (1907), 6 в 2002 году (русские 100 %), 2 в 2022.